# Dziurczak
Dziurczak (797 m) – niewysoka, ale dość wybitna góra w Beskidzie Wyspowym w miejscowości Łętowe. Znajduje się w zakończeniu długiego, północno-zachodniego grzbietu Jasienia. Sąsiaduje z Cyrkową Górą i Kiczorą (Kobylicą). Cała górna partia jest zalesiona, tylko od południowo-wschodniej strony wcinają się w nią dość wysoko pola uprawne i są tam też dwie polany. Stoki Dziurczaka opadają do potoków Wierzbienica i Łętówka. Przez Dziurczaka nie prowadzą żadne znakowane szlaki turystyczne.
Na starszych mapach jest oznaczona jako Marczakowa Skała z wysokością 791 m. Zarówno nazwa Dziurczak, jak i Marczakowa Skała pochodzą od nazwiska (niedaleko znajduje się osiedle Marczaki).